# Maury Povich
Maurice Richard Povich (Washington, D.C., 17 de janeiro de 1939) é um jornalista estadunidense. Ele começou sua carreira como repórter de rádio, inicialmente na WWDC. Tornou-se mais conhecido por apresentar o talk show diurno Maury, que foi ao ar de 1991 a 2022.
Em março de 2022, Povich anunciou sua aposentadoria e o fim de seu programa após 31 temporadas.

## Carrreira
Povich estudou na Landon School em 1957. Ele se formou em jornalismo na Universidade da Pensilvânia em 1962. Casou-se com a ex-âncora Connie Chung. Também apresentou nos anos 2000 o revival do game show Twenty One transmitido na NBC.

## Filmografia
- The Imagemaker (1986)—apresentador de talk-show
- The Swinger (2001)—ele mesmo
- How I Met Your Mother (2010)—ele mesmo (episódio "Subway Wars")
- Madea's Big Happy Family (2011)—ele mesmo
- The Jack and Triumph Show (2015)—ele mesmo
- The Proud Family: Louder and Prouder (2023)—ele mesmo (episódio "Puff Daddy")